# Station Bersac
Station Bersac is een spoorweghalte in de Franse gemeente Bersac-sur-Rivalier.